# Volvarina nealei
Volvarina nealei is een slakkensoort uit de familie van de Marginellidae. De wetenschappelijke naam van de soort is voor het eerst geldig gepubliceerd in 2004 door Wakefield & McCleery.